# Купряково
Купряково — село в Шелопугинском районе Забайкальского края России. Входит в состав сельского поселения «Шелопугинское». Основано в XVIII веке.

## География
Село находится в центральной части района, на правом берегу реки Унды, при автодороге 76А-008, на расстоянии примерно 2 километров (по прямой) к северу от села Шелопугина. Абсолютная высота — 680 метров над уровнем моря.
Климат
Климат характеризуется как резко континентальный, с продолжительной морозной малоснежной зимой и коротким тёплым летом. Средняя многолетняя температура самого холодного месяца (января) составляет −33,6 °С (абсолютный минимум — −59 °С), температура самого тёплого (июля) — 17,7 °С (абсолютный максимум — 36 °С). Безморозный период длится в течение 74 дней. Среднегодовое количество осадков — 359 мм
Часовой пояс
Село Купряково находится в часовой зоне МСК+6. Смещение применяемого времени относительно UTC составляет +9:00.

## Население
| 2010 | 2021 |
| ---- | ---- |
| 86   | ↘59  |

Половой состав
По данным Всероссийской переписи населения 2010 года в гендерной структуре населения мужчины составляли 48,8 %, женщины — соответственно 51,2 %.
Национальный состав
Согласно результатам переписи 2002 года, в национальной структуре населения русские составляли 100 % из 107 чел.

## Инфраструктура
Действует начальная школа — детский сад.